# 외길수순
외길수순(forced sequence)은 다른 변화의 여지가 없는 필연적인 정석의 수순이며, 오로지 하나의 길로 통하는 수순이다.